# Holandia na Letnich Igrzyskach Olimpijskich 1932

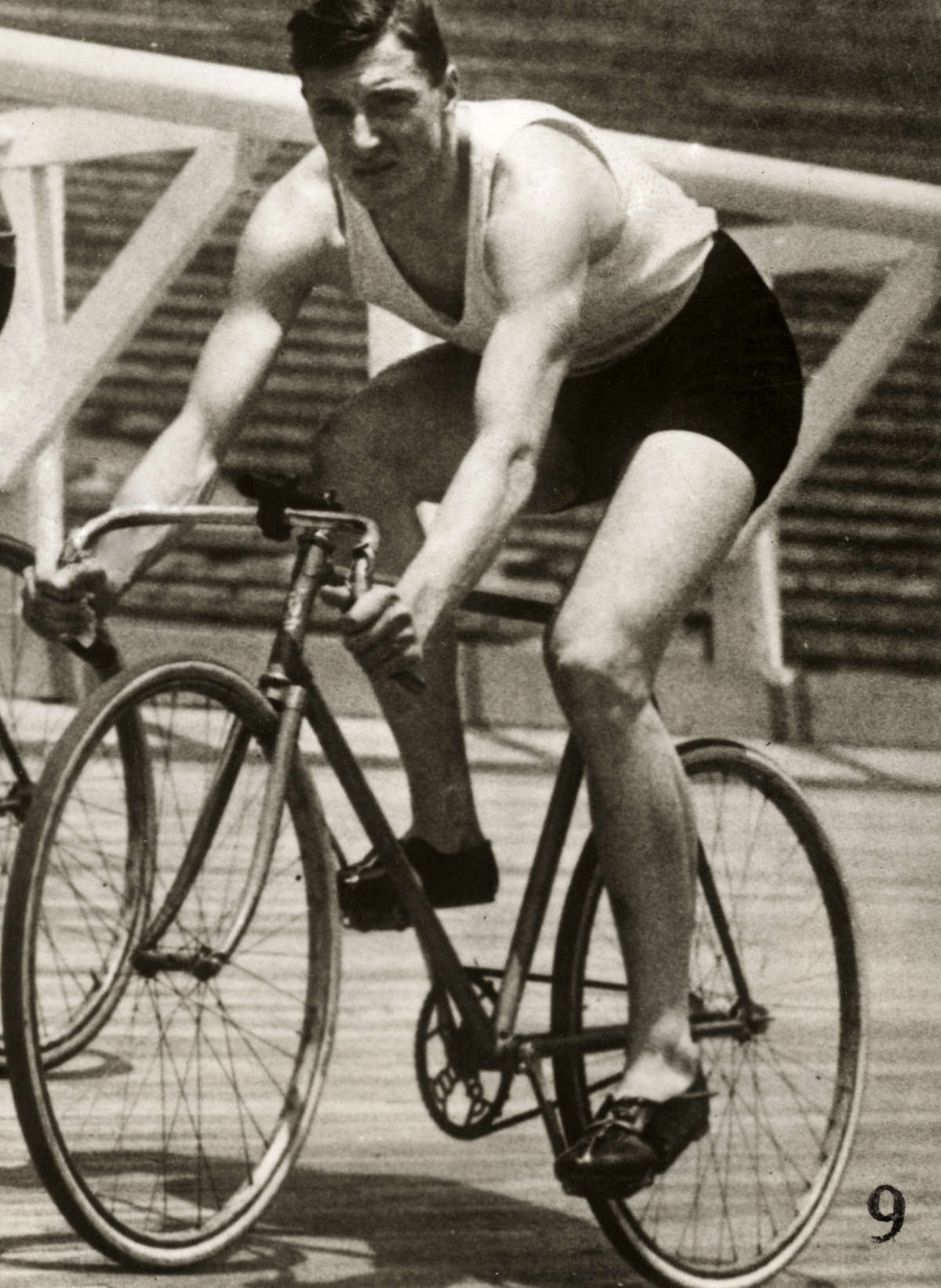
Jacobus van Egmond, zdobywca dwóch medali olimpijskich, podczas igrzysk

Holandię na Letnich Igrzyskach Olimpijskich 1932 reprezentowało 45 zawodników: 31 mężczyzn i 14 kobiet. Był to 6. start reprezentacji Holandii na letnich igrzyskach olimpijskich.

## Zdobyte medale
| Medal  | Zawodnik                                                          | Dyscyplina                  | Konkurencja                                             |
| ------ | ----------------------------------------------------------------- | --------------------------- | ------------------------------------------------------- |
| Złoto  | Jacobus van Egmond                                                | Kolarstwo                   | Sprint                                                  |
| Złoto  | Charles Pahud de Mortanges                                        | Jeździectwo                 | Wszechstronny konkurs konia wierzchowego, indywidualnie |
| Srebro | Jacobus van Egmond                                                | Kolarstwo                   | 1 km na czas                                            |
| Srebro | Aernout van Lennep Karel Schummelketel Charles Pahud de Mortanges | Jeździectwo                 | Wszechstronny konkurs konia wierzchowego, drużynowo     |
| Srebro | Willy den Ouden                                                   | Pływanie                    | 100 m stylem dowolnym                                   |
| Srebro | Maria Vierdag Puck Oversloot Corrie Laddé Willy den Ouden         | Pływanie                    | 4 x 100 m stylem dowolnym                               |
| Srebro | Adriaan Maas                                                      | Żeglarstwo                  | Snowbird                                                |
| Brąz   | Gerhard Westermann                                                | Konkurs Sztuki i Literatury | Malarstwo - akwarele i rysownictwo                      |